# Karel II. Neapolský
Karel II., také známý jako Karel Chromý (francouzsky: Charles le Boîteux, italsky: Carlo II d'Angiò; 1254? – 6. května 1309 Neapol), byl neapolský král, provensálský a forcalquierský hrabě (1285–1309), achajský kníže (1285–1289) a hrabě z Anjou a Maine (1285–1290); také se označoval za albánského krále a od roku 1285 si nárokoval Jeruzalémské království. Byl synem Karla I. z Anjou – jednoho z nejmocnějších evropských panovníků druhé poloviny 13. století – a Beatrix Provensálské. Jeho otec mu v roce 1272 udělil Salernské knížectví v Sicilském království a v roce 1279 ho učinil regentem v Provence a Forcalquier.
Po povstání známém jako Sicilské nešpory proti jeho otci se ostrov Sicílie stal v roce 1282 nezávislým královstvím pod vládou Petra III. Aragonského. O rok později ho jeho otec učinil regentem na pevninských územích Neapolského království. Nedokázal zabránit Aragoncům v obsazení Kalábrie a ostrovů v Neapolském zálivu. Sicilský admirál Roger de Lauria ho v roce 1284 zajal v námořní bitvě u Neapole. Jelikož byl ještě ve vězení, když jeho otec 7. ledna 1285 zemřel, ovládali jeho říši regenti. Zbytek jeho vlády strávil snahou o ukončení války, diplomatickými kroky ohledně jeho dědictví a správou nového Neapolského království.

## Život
Karel byl druhorozeným synem hraběte Karla z Anjou a jeho první choti Beatrix, dcery provensálského hraběte Ramona Berenguera V. Jeho otec získal díky papežské nabídce, vlastní ctižádostivosti a nezbytné dávce vojenského štěstí sicilské království. Korunován byl v lednu 1266.
Jako princ měl Karel, svými současníky byl pro tělesný handicap zván Chromý, od roku 1268 titul vévody ze Salerna. V květnu či červnu 1270
se jako šestnáctiletý se oženil s uherskou princeznou Marií, dcerou krále Štěpána V. a Alžběty, dcery kumánského chána Kuthana.
| „                  | Král Štěpán V... měl kromě dalších dcer jednu, která se jmenovala Marie. Tu dal za manželku Karlovi Kulhavému, synovi Karla Velikého... | “ |
| — Dubnická kronika | |   |

Isabela Neapolská byla naopak provdána za mladého uherského krále Ladislava IV. Kumána.

### Aragonské vězení
Roku 1282 se Sicílie vzbouřila proti anjouovské nadvládě. Karel tehdy žil v provensálském hrabství a otec jej poslal na pařížský dvůr, kde měl mladík získat příslib vojenské pomoci. Královský bratranec Filip III. ochotně strýci poslal posily. Roku 1284 Karel v bitvě u Neapole upadl do zajetí aragonského admirála Rogera z Laurie a svého otce tím velmi popudil. Roger z Laurie přislíbil Karlovo propuštění na oplátku za propuštění Beatrix, dcery krále Manfréda, ale klamal a Karla s sebou odvezl do Katalánska.
V internaci strávil Karel celé roky. O propuštění se zasloužila anglická královna Eleonora, která nelitovala peněz ani času a její snaha byla korunována úspěchem. Karel byl po opakovaných diplomatických vyjednáváních propuštěn v říjnu 1288 a donucen slíbit, že nebude používat titul sicilského krále a dát tři ze svých synů jako rukojmí aragonskému králi. Po nuceném příjezdu na francouzský dvůr nechal král Filip IV. jeho průvodce zatknout a Karla s vojenským doprovodem a mnoha rytíři poslal do Itálie, kde byl nadšeně přivítán guelfy a papežem Mikulášem IV.

### Vláda
S otcem se po návratu domů již nesetkal a 29. května 1289 byl v katedrále v Rieti korunován králem Sicílie. V červnu 1295 podepsal se svým aragonským protějškem smlouvu z Anagni, která zaručovala propuštění rukojmí. Úplné složení zbraní přinesla až roku 1302 smlouva z Caltabellotta, v níž získal Sicílii Fridrich Aragonský, mladší bratr aragonského krále Jakuba II. a vnuk krále Manfréda.
Karel se rozhodl se ujmout po otci zděděného jeruzalémského trůnu, což je donutilo k otevřenému sporu s kyperskými Lusignany. Posléze na jeruzalémskou korunu rezignoval a upřel své úsilí k udržení panství v Řecku a Albánii, kde se střetl se Štěpánem Urošem a byzantským císařem Andronikem II.
Zemřel roku 1309 ve věku 55 let a byl pohřben v dominikánském kostele v Neapoli. Na sicilský trůn nastoupil jeho třetí syn Robert.

## Rodina

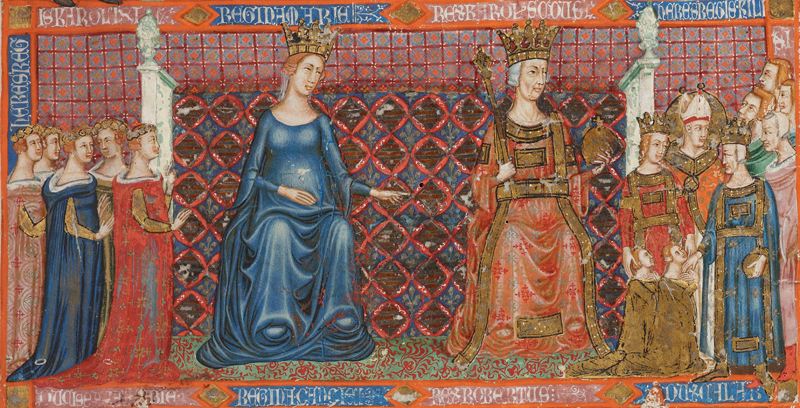
Karel, jeho manželka Marie a jejich děti v Bibli neapolské, 1340

V roce 1270 se oženil s Marií Uherskou (asi  1257 – 25. března 1323), dcerou Štěpána V. Uherského a Alžběty Kumánské. Měli čtrnáct dětí:
Marie a její manžel měli čtrnáct dětí:
1. Karel Martel (1271–1295), titulární uherský král[6]
2. Markéta (1273 – 31. prosince 1299), hraběnka z Anjou a Maine, se 16. srpna 1290 v Corbeil provdala za Karla z Valois,[7] bratra francouzského krále, a stala se předkem dynastie Valois
3. Ludvík (9. února 1274, Nocera – 19. srpna 1297, Chateau de Brignoles),[8] toulouský biskup, později svatořečen
4. Robert I. (1276–1343), neapolský král[8]
5. Filip I. (1278–1331) achajský a tarantský kníže, rumunský despota, pán z Durazza, titulární konstantinopolský císař[7]
6. Blanka (1280 – 14. října 1310, Barcelona), provdaná 1. listopadu 1295 ve Villebertranu za Jakuba II. Aragonského[7]
7. Raymond Berengar (1281–1307),[8] provensálský hrabě, princ z Piemontu a Andrie
8. Jan (1283 – po 16. březnu 1308), kněz
9. Tristan (1284–1288)[7]
10. Eleonora (srpen 1289 – 9. srpna 1341, klášter sv. Mikuláše), provdaná 17. května 1302 v Messině za Fridricha III. Sicilského[7]
11. Marie (1290 – asi 1346), provdaná poprvé 20. září 1304 v Palma de Mallorca za Sancha I. Mallorského,[7] podruhé provdaná v roce 1326 za Jaimeho de Ejerica (1298 – duben 1335).
12. Petr (1291 – 29. srpna 1315, bitva u Montecatini), hrabě z Graviny[7]
13. Jan (1294 – 5. dubna 1336, Neapol), vévoda z Durazza, achajský kníže a hrabě z Graviny, se oženil v březnu 1318 (rozveden 1321) s Matildou Henegavskou (29. listopadu 1293 – 1336) a podruhé se oženil 14. listopadu 1321 s Anežkou z Périgordu († 1345)[7]
14. Beatrice (1295 – asi 1321), provdaná poprvé v dubnu 1305 za Azza VIII. d'Este, markýze z Ferrary († 1308),[9] provdaná podruhé v roce 1309 za Bertranda III. z Baux, hraběte z Andrie († 1351)

## Vývod předků
|                     |                                  |  |                      |                                      |  |  |  |  |  |  |  | Ludvík VII. Francouzský |
|                     |                                  |  |                      |                                      |  |  |  |  |  |  |  |                         |
|                     | Filip II. August                 |  |                      |                                      |  |  |  |  |  |  |  |                         |
|                     |                                  |  |                      |                                      |  |  |  |  |  |  |  |                         |
|                     |                                  |  |                      | Adéla ze Champagne                   |  |  |  |  |  |  |  |                         |
|                     |                                  |  |                      |                                      |  |  |  |  |  |  |  |                         |
|                     | Ludvík VIII. Francouzský         |  |                      |                                      |  |  |  |  |  |  |  |                         |
|                     |                                  |  |                      |                                      |  |  |  |  |  |  |  |                         |
|                     |                                  |  |                      | Balduin V. Henegavský                |  |  |  |  |  |  |  |                         |
|                     |                                  |  |                      |                                      |  |  |  |  |  |  |  |                         |
|                     | Isabela Henegavská               |  |                      |                                      |  |  |  |  |  |  |  |                         |
|                     |                                  |  |                      |                                      |  |  |  |  |  |  |  |                         |
|                     |                                  |  |                      | Markéta I. Flanderská                |  |  |  |  |  |  |  |                         |
|                     |                                  |  |                      |                                      |  |  |  |  |  |  |  |                         |
|                     | Karel I. z Anjou                 |  |                      |                                      |  |  |  |  |  |  |  |                         |
|                     |                                  |  |                      |                                      |  |  |  |  |  |  |  |                         |
|                     |                                  |  |                      | Sancho III. Kastilský                |  |  |  |  |  |  |  |                         |
|                     |                                  |  |                      |                                      |  |  |  |  |  |  |  |                         |
|                     | Alfonso VIII. Kastilský          |  |                      |                                      |  |  |  |  |  |  |  |                         |
|                     |                                  |  |                      |                                      |  |  |  |  |  |  |  |                         |
|                     |                                  |  |                      | Blanka Navarrská                     |  |  |  |  |  |  |  |                         |
|                     |                                  |  |                      |                                      |  |  |  |  |  |  |  |                         |
|                     | Blanka Kastilská                 |  |                      |                                      |  |  |  |  |  |  |  |                         |
|                     |                                  |  |                      |                                      |  |  |  |  |  |  |  |                         |
|                     |                                  |  |                      | Jindřich II. Plantagenet             |  |  |  |  |  |  |  |                         |
|                     |                                  |  |                      |                                      |  |  |  |  |  |  |  |                         |
|                     | Eleonora Anglická                |  |                      |                                      |  |  |  |  |  |  |  |                         |
|                     |                                  |  |                      |                                      |  |  |  |  |  |  |  |                         |
|                     |                                  |  |                      | Eleonora Akvitánská                  |  |  |  |  |  |  |  |                         |
|                     |                                  |  |                      |                                      |  |  |  |  |  |  |  |                         |
| Karel II. Neapolský |                                  |  |                      |                                      |  |  |  |  |  |  |  |                         |
|                     |                                  |  |                      |                                      |  |  |  |  |  |  |  |                         |
|                     |                                  |  | Alfons II. Aragonský |                                      |  |  |  |  |  |  |  |                         |
|                     |                                  |  |                      |                                      |  |  |  |  |  |  |  |                         |
|                     | Alfons II. Provensálský          |  |                      |                                      |  |  |  |  |  |  |  |                         |
|                     |                                  |  |                      |                                      |  |  |  |  |  |  |  |                         |
|                     |                                  |  |                      | Sancha Kastilská, Dulce Provensálská |  |  |  |  |  |  |  |                         |
|                     |                                  |  |                      |                                      |  |  |  |  |  |  |  |                         |
|                     | Rajmund Berengar V. Provensálský |  |                      |                                      |  |  |  |  |  |  |  |                         |
|                     |                                  |  |                      |                                      |  |  |  |  |  |  |  |                         |
|                     |                                  |  |                      | Rainon I de Sabran                   |  |  |  |  |  |  |  |                         |
|                     |                                  |  |                      |                                      |  |  |  |  |  |  |  |                         |
|                     | Garsenda ze Sabranu              |  |                      |                                      |  |  |  |  |  |  |  |                         |
|                     |                                  |  |                      |                                      |  |  |  |  |  |  |  |                         |
|                     |                                  |  |                      | Garsende de Forcalquier              |  |  |  |  |  |  |  |                         |
|                     |                                  |  |                      |                                      |  |  |  |  |  |  |  |                         |
|                     | Beatrix Provensálská             |  |                      |                                      |  |  |  |  |  |  |  |                         |
|                     |                                  |  |                      |                                      |  |  |  |  |  |  |  |                         |
|                     |                                  |  |                      | Humbert III. Savojský                |  |  |  |  |  |  |  |                         |
|                     |                                  |  |                      |                                      |  |  |  |  |  |  |  |                         |
|                     | Tomáš I. Savojský                |  |                      |                                      |  |  |  |  |  |  |  |                         |
|                     |                                  |  |                      |                                      |  |  |  |  |  |  |  |                         |
|                     |                                  |  |                      | Beatrix z Vienne                     |  |  |  |  |  |  |  |                         |
|                     |                                  |  |                      |                                      |  |  |  |  |  |  |  |                         |
|                     | Beatrix Savojská                 |  |                      |                                      |  |  |  |  |  |  |  |                         |
|                     |                                  |  |                      |                                      |  |  |  |  |  |  |  |                         |
|                     |                                  |  |                      | Vilém I. Ženevský                    |  |  |  |  |  |  |  |                         |
|                     |                                  |  |                      |                                      |  |  |  |  |  |  |  |                         |
|                     | Markéta Beatrix Ženevská         |  |                      |                                      |  |  |  |  |  |  |  |                         |
|                     |                                  |  |                      |                                      |  |  |  |  |  |  |  |                         |
|                     |                                  |  |                      | Beatrix                              |  |  |  |  |  |  |  |                         |
|                     |                                  |  |                      |                                      |  |  |  |  |  |  |  |                         |